# Оксфорд (Миннесота)
О́ксфорд (англ. Oxford) — тауншип в округе Исанти, Миннесота, США. В 2010 году его население составляло 888 человек. Тауншип был назван в честь округа Оксфорд в штате Мэн.

## География
По данным Бюро переписи населения США площадь тауншипа составляет 61,5 км², из которых 58,5 км² занимает суша, а 3,0 км² — вода (4,89 %).

## Население
По данным переписи 2010 года население Оксфорда составляло 888 человек (из них 51,0 % мужчин и 49,0 % женщин), в тауншипе было 314 домашних хозяйств и 262 семьи. На территории тауншипа была расположена 331 постройка со средней плотностью 5,4 построек на один квадратный километр. Расовый состав: белые — 97,7 %, коренные американцы — 0,8 %, азиаты — 0,6 % и представители двух и более рас — 0,7 %.
Население города по возрастному диапазону по данным переписи 2010 года распределилось следующим образом: 24,3 % — жители младше 18 лет, 3,4 % — между 18 и 21 годами, 63,1 % — от 21 до 65 лет и 9,2 % — в возрасте 65 лет и старше. Средний возраст населения — 41,6 года. На каждые 100 женщин в Оксфорде приходилось 104,1 мужчины, при этом на 100 совершеннолетних женщин приходилось уже 102,4 мужчин сопоставимого возраста.
Из 314 домашних хозяйств 83,4 % представляли собой семьи: 69,7 % совместно проживающих супружеских пар (24,8 % с детьми младше 18 лет); 7,0 % — женщины, проживающие без мужей и 6,7 % — мужчины, проживающие без жён. 42,4 % не имели семьи. В среднем домашнее хозяйство ведут 2,82 человека, а средний размер семьи — 3,02 человека. В одиночестве проживали 10,5 % населения, 2,5 % составляли одинокие пожилые люди (старше 65 лет).

## Экономика
В 2014 году из 712 человек старше 16 лет имели работу 440. При этом мужчины имели медианный доход в 49 063 доллара США в год против 40 000 долларов среднегодового дохода у женщин. В 2014 году медианный доход на семью оценивался в 62 679 $, на домашнее хозяйство — в 68 750 $. Доход на душу населения — 28 241 $ в год. 3,8 % от всего числа семей в Оксфорде и 6,9 % от всей численности населения находилось на момент переписи за чертой бедности.